# Lina Perned
Lina Perned (Helsingborg, 26 luglio 1973) è un'attrice svedese.
Ha interpretato il personaggio di Livia Burlando nella nona stagione della serie televisiva Il commissario Montalbano.

## Biografia
Lina Perned ha iniziato a lavorare come sarta al Teatro Comunale di Stoccolma. Ha debuttato nel cinema all'età di 19 anni con il ruolo di protagonista nel film giovanile del 1992 Ha ett underbart liv.
Nel 1996 è apparsa nella serie televisiva En fyra för tre. Ha vissuto per un periodo nel Regno Unito, dove ha studiato cinema, girato cortometraggi e lavorato come assistente di volo. Ha recitato anche al Teater Sandino e allo Spegelteatern in opere di William Shakespeare come Pene d'amor perdute, Molto rumore per nulla e Misura per misura.
Nel 1999 ha recitato in Lithivm, diretto e scritto da David Flamholc; nel 2000 in Naken, un film di Mårten Knutsson e Torkel Knutsson. Nel 2003 si è diplomata alla scuola di cinema Kulturama.
Nell'estate del 2007 ha recitato nella produzione dello Spegelteater di Sogno di una notte di mezza estate di Shakespeare a Steninge Manor. Nel 2013, Lina Perned ha interpretato il personaggio di Livia Burlando nella nona stagione della serie televisiva Il commissario Montalbano: nel ruolo della fidanzata di Montalbano, ha sostituito Katharina Bohm a partire dalla nona stagione ed è stata a sua volta sostituita da Sonia Bergamasco.
Nel 2018 ha girato Jimmy Jones per la regia di Jonas Overton.

## Film
- 1992 – Ha ett underbart liv
- 1998 – Lithivm
- 1998 – Aspiranterna
- 1998 – Själar i förorten
- 2000 – Naken
- 2001 – Drakarna över Helsingfors
- 2002 – OP7

## Serie televisive
- 1996 – En fyra för tre
- 1997 – Knesset
- 2011 – Gustafsson 3 tr
- 2013 – Il commissario Montalbano

## Teatro
- 1995 - Fyra friares fiasko
- 1995 - Frestelsen
- 1997 - Lika för lika
- 2002 - Mycket väsen för ingenting
- 2007 - En midsommarnattsdröm